# Paul Hoekstra
Paulus Joan (Paul) Hoekstra (Enschede, 30 december 1944) is een Nederlands voormalig kajakker die eerst voor Nederland en vanaf 1971 voor België uitkwam.

## Levensloop
Hoekstra won op de Olympische Zomerspelen in 1964 samen met Anton Geurts een zilveren medaille in de K2 klasse op de 1000 meter. In 1966 werd hij derde op de wereldkampioenschappen in de K1 op de 500 meter. Hoekstra nam ook deel aan de Olympische Zomerspelen in 1968.
In 1971 won hij namens België samen met Jean-Pierre Burny een zilveren medaille in de K2 op de 500 meter bij het wereldkampioenschap. Beiden namen ook deel aan de Olympische Zomerspelen in 1976.
Hoekstra was nadien ook werkzaam als bondscoach van de Nederlandse kanovaarders.
Hoekstra was lid van Koninklijke Cano Club Gent en TWV Hengelo.